# N'Gatta Coulibaly
Pour les articles homonymes, voir Coulibaly.
N'Gatta Coulibaly (né le 1er janvier 1969) est un coureur cycliste ivoirien. Il s'est imposé sur les éditions 1999 et 2004 du Tour de l'Est International. Il a également remporté l'étape Yamoussoukro-Bouaké de la dernière Route de l'amitié organisée en 2002.

## Palmarès
- 1999
  - Tour de l'Est International
- 2001
  - 8e étape du Tour du Faso
- 2002
  -  Champion de Côte d'Ivoire sur route
  - 1 étape de la Route de l'Amitié
- 2004
  - Tour de l'Est International
  - 4e étape du Tour du Ghana
  - 3e du Tour du Ghana